# Guerres de successió de Java
Les guerres de successió de Java van ser dues guerres que van enfrontar diversos rivals al tron del Sultanat de Mataram, a l'illa de Java, amb la participació decisiva de la Companyia Neerlandesa de les Índies Orientals (en neerlandès Vereenigde Oost-Indische Compagnie; VOC).
La primera guerra de successió javanesa va ser un conflicte entre el sultà Amangkurat III de Mataram i la Companyia neeralndesa, que donava suport al clam de l'oncle del sultà, Pangeran Puger, al tron. Aquest conflicte es va desenvolupar entre el 1704 i el 1708.
La segona guerra de successió javanesa, en canvi, va ser un conflicte entre el sultà Amangkurat IV de Mataram, que en aquest cas tenia el suport de la companyia, contra una revolta liderada per prínceps rivals, que li negaven els drets al tron de Mataram. Aquest conflicte es va desenvolupar entre el 1719 i el 1723.
Al final del conflicte es va fer evident que, tot i que la Companyia era virtualment invencible sobre el terreny, el simple domini militar no era suficient per pacificar l'illa de Java.

## Història

### Primera guerra de successió de Java
Quan Amangkurat II va morir, el 1703, va ser succeït breument pel seu fill, Amangkurat III. No obstant, els neerlandesos creient que havien trobat un client més segur en la figura del seu oncle, Pangeran Puger. Les tensions entre els diversos bàndols van escalar quan Amangkurat va ser acusat de donar refugi al rebel Surapati. Pangeran Puger va acusar Amangkurat, davant dels neerlandesos, d'haver planificat un alçament a la Java oriental. A diferència de Pangeran Puger, Amangkurat III havia heretat connexions sanguinies amb el dirigent surabaya, Jangrana II, per part d'Amangkurat II, fet que donava credibilitat a l'al·legació que havia cooperat amb l'ara poderós Untung Surapati de Pasuruan. Panembahan Cakraningrat II de Madura, que era l'aliat més fidel de la Companyia neerlandesa, els va convèncer per donar suport a Pangeran Puger. Així, aquest va prendre el títol de Pakubuwana I quan va accedir al tron, el juny de 1704.
Conjuntament amb els neerlandesos, Pakubuwono va derrotar el seu nebot, Amangkurat, qui va fugir cap a l'est, rebent refugi de Surapati, el qual havia construït el seu propi regne. La guerra va continuar durant cinc anys abans que els neerlandesos aconseguissin instal·lar a Pakubuwana al poder. L'agost de 1705, les forces de Pakubuwono I i de la Companyia neerlandesa van aconseguir capturar Kartasura sense resistència quan els homes d'Amangkurat III, en un acte de cobardia, van desertar en el moment que l'enemic arribava a Ungaran. Les forces de Surapati de Bangil, prop de Pasuruan, van ser anihilades per una aliança formada per la Companyia, Kartasura i Madura, el 1706.
Jangrana II, el qual volia aliar-se amb Amangkurat III i no havia participat de cap manera en la presa de Bangil, va ser cridat a presentar-se davant de Pakubuwana I, essent assassinat allà a petició de la Companyia aquell mateix any. Amangkurat III va fugir a Malang juntament amb els descendents de Surapati i la resta de les seves forces, però aleshores Malang era un territori sense llei que no oferia cap glòria digne d'un rei.
A partir d'aquell punt, tot i que les operacions desenvolupades al sector oriental interior de l'illa de Java durant els anys 1706-1708 no van representar massa èxit, a nivell militar, el rei deposat es va rendir el 1708, després de comprar-lo amb promeses d'un palau (lungguh) i terres, encara que finalment va ser desterrat a Ceylon, juntament amb les seves esposes i fills.

### Segona guerra de successió de Java
El 1719, Pakubuwana I va morir, deixant el tron al seu fill Amangkurat IV, el qual hi va accedir el 1719; no obstant, els seus germans, els prínceps Blitar i Purbaya, es van mostrar en contra d'aquesta successió. El juny de 1719 els prínceps van atacar el palau. Quan van haver de retirar-se per culpa del foc de canó, provinent de la fortalesa de la Companyia, els rebels es van retirar al territori de Mataram. El seu oncle, el príncep Arya Mataram, va marxar cap a Japara i es va proclamar rei a si mateix, començant així la segona guerra de successió. Abans d'acabar l'any, Arya Mataram es va rendir i va ser estrangulat, a Japara, per ordre del sultà, mentre que Blitar i Purbaya van ser foragitats de la seva fortalesa de Mataram el novembre. El 1720, aquests dos prínceps van fugir cap a l'encara revoltat sector interior de la Java oriental. No obstant, i afortunadament per la Companyia i el jove sultà, els regents revoltatss de Surabaya, Jangrana III i Jayapuspita, van morir entre el 1718 i el 20, mentre que el príncep Blitar va morir el 1721.
El maig i el juny de 1723, la resta de les forces rebels i els seus líders es van rendir, inclosos Surengrana de Surabaya i els prínceps Purbaya i Dipanagara, tots els quals van ser desterrats a Ceylon, amb l'excepció de Purbaya, el qual va ser enviat a Batavia per ser utilitzat com a via d'escapament per substituir Amangkurat IV, en cas que aquest intentés cap canvi en la relació entre el rei i la Companyia, ja que Purbaya era vist com un sultà igual de legítim per part de la mateixa Companyia. Amb aquest esdeveniment van concloure les guerres de successió de Java.